# Simplé
Simplé är en kommun i departementet Mayenne i regionen Pays de la Loire i nordvästra Frankrike. Kommunen ligger i kantonen Cossé-le-Vivien som tillhör arrondissementet Château-Gontier. År 2022 hade Simplé 386 invånare.

## Befolkningsutveckling
Antalet invånare i kommunen Simplé
| Referens: INSEE |